# Bly-tenngult

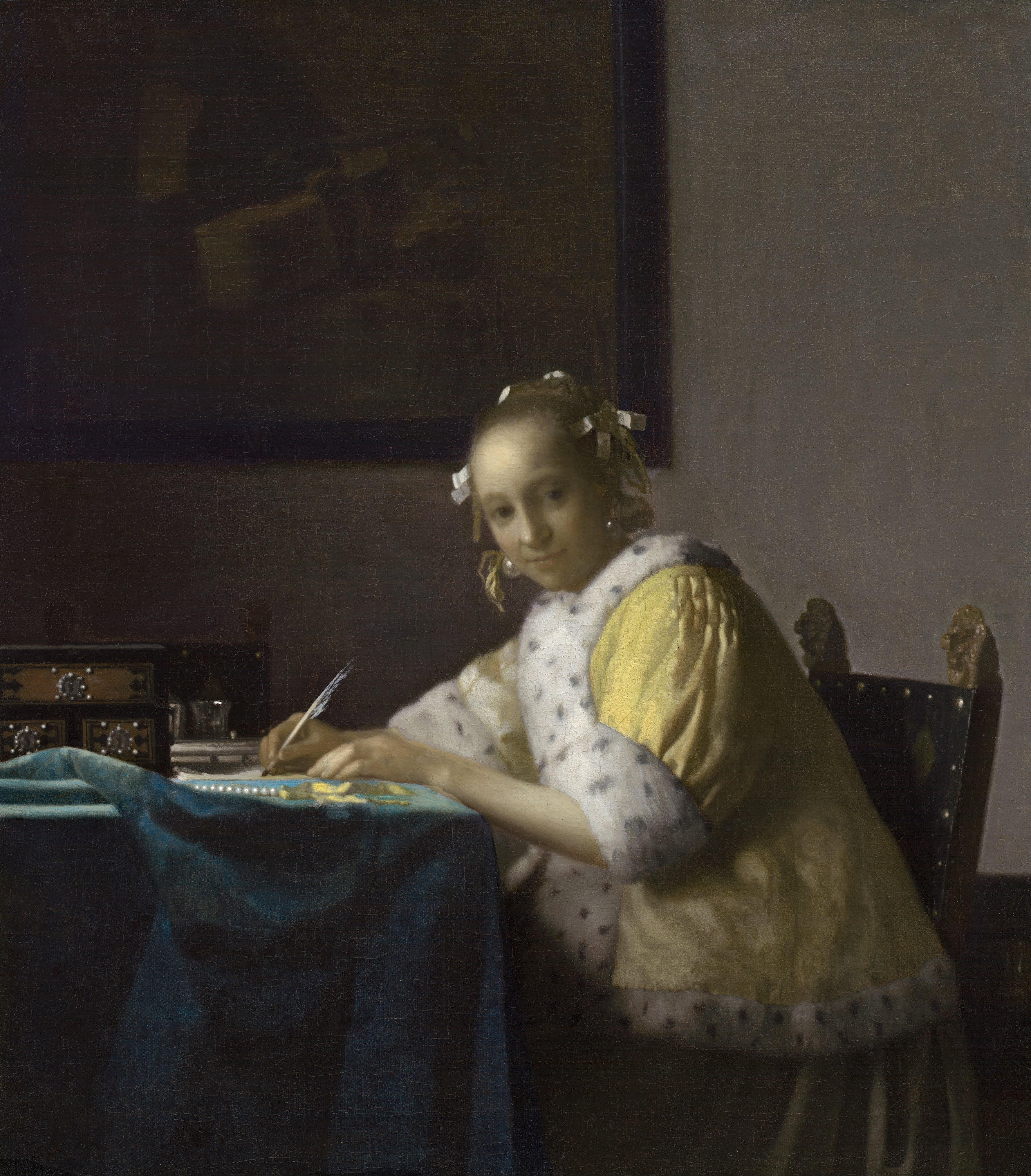
"Ung kvinna som skriver ett brev"
eller "Skrivande kvinna i gult"
Olja på duk, 45 x 40 cm
Johannes Vermeer (1662–1667)
National Gallery of Art, Washington
Vermeer använde gärna bly-tenngult för gula tyger, som i den här målningen.

Bly-tenngult är samlingsnamn för ett par besläktade typer av gula pigment som har använts sedan medeltiden. De finns inte i naturen utan har tillverkats, bland annat som en restprodukt vid glastillverkning. Bly-tenngult förväxlas lätt med det likaledes gula pigmentet blyglete.

## Pigmenttyper
Bly-tenngult omfattar två huvudtyper, ofta kallade typ I och typ II. I den internationella pigmentdatabasen Colour Index har båda beteckningen C.I. 77629 men saknar generiska pigmentnamn.

### Typ I
Typ I innehåller bly och tenn i ett blystannat med formeln Pb2SnO4.
Den har en ljus, klargul färg.

### Typ II
Typ II innehåller dessutom kisel och bildar ett silikat. Proportionerna kan variera men den generella formeln skrivs Pb(Sn,Si)O3 eller PbSn1-xSixO3.
Denna typ har mer rödaktigt gul färg.

## Användning

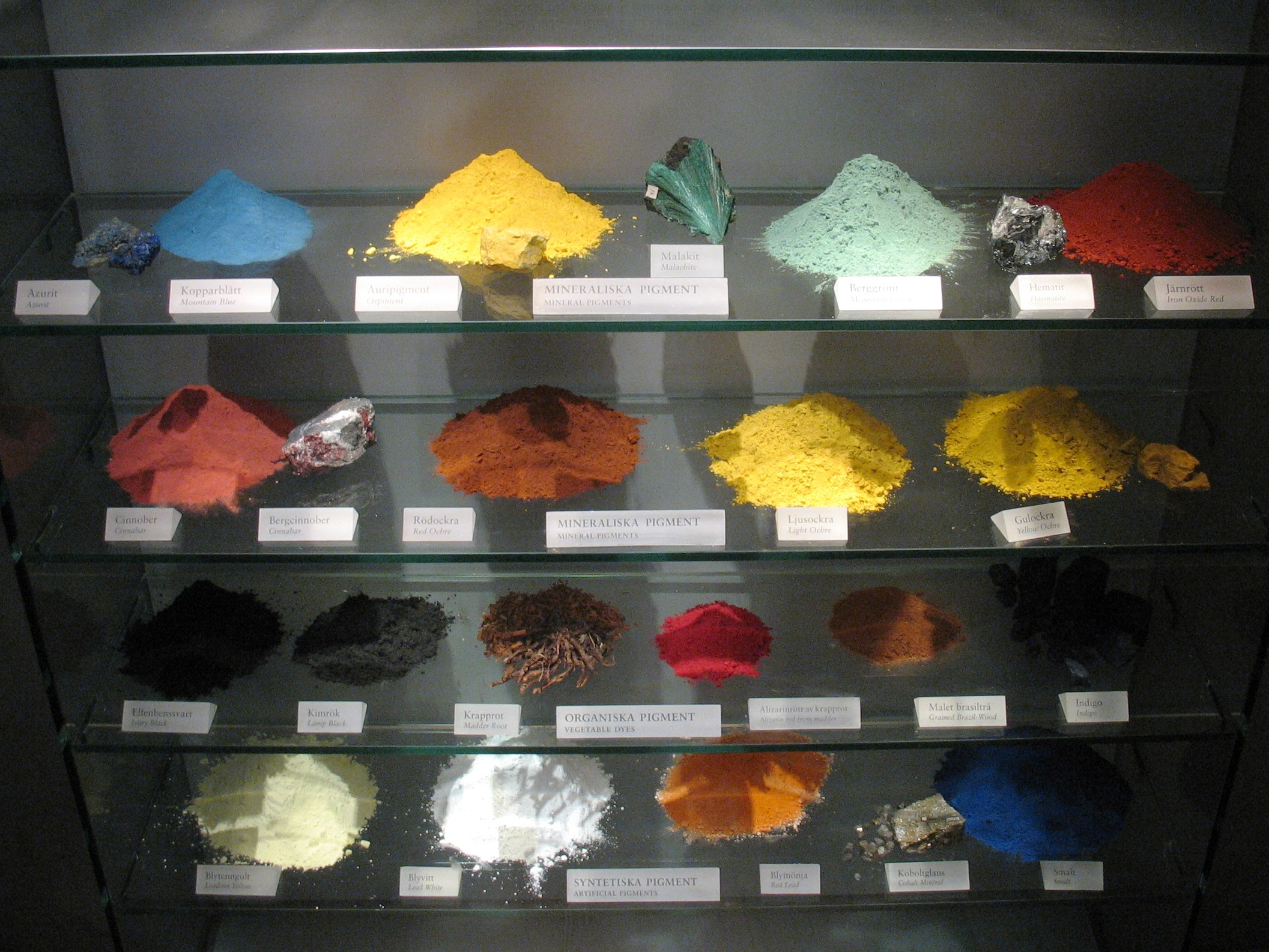
Färgpigment använda på regalskeppet Vasa.
Blytenngult ses längst ned till vänster.

I svenskt medeltida kyrkomåleri användes bly-tenngult till exempelvis glorior, som idag är helt grå eftersom pigmentet har brutits ned. I samband med målningskonserververingen i Tensta kyrka har man givit ut rekonstruktioner av hur målningarna kan ha sett ut innan de gula och röda blyfärgerna bröts ned.
Bly-tenngult har använts som pigment även i oljefärger fram till slutet av 1600-talet eller början av 1700-talet, då de kom att ersättas av Neapelgult (blyantimonat).
Det lär i sig ha utmärkt ljusäkthet men mörknar med tiden genom reaktion med svavel i omgivningen och framkallar förtvålning av oljebindemedel.